# Warsteiner
Варштайнер — пиво, яке варять у місті Арнсберг, в природному парку поза межами Варштайна, Німеччина. Варштайнер належить сім'ї Крамер з 1753 року. Варштайнер — це найбільша приватна пивоварня; їх найпопулярніше пиво — Варштайнер Преміум Верум. Катаріна Крамер (* 1978) є власницею компанії Warsteiner..

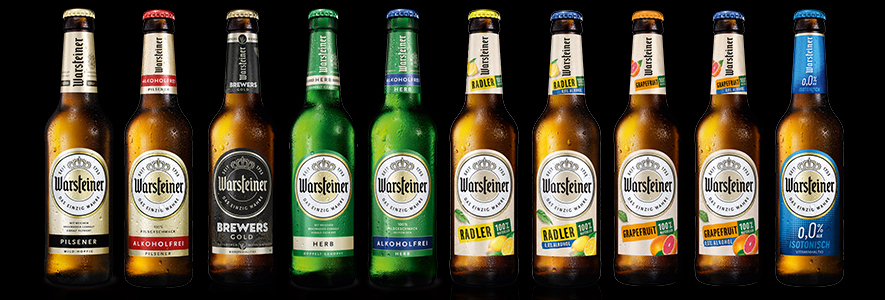
Асортимент продукції Warsteiner

Варштайнер займає 4 місце серед найкращих пивоварень Німеччини.
Він спонсорує конкурентоспроможні польоти на повітряній кулі в Німеччині.

## Історія
Найраніша відомість про пивоварню датується податковим записом 1753 року, коли Антоній Креймер сплатив 1 талер 19 грошів за пиво, яке сам варив і продавав.
Його син, Йоганнес Вітус, продовжив справу і почав продаж домашнього пива прямо зі свого будинку, розташованого в серці Варштейна. Центральне місцерозташування сприяло процвітанню компанії. Проте в 1802 році руйнівна пожежа знищила Варштейн, перетворивши його на руїни та попіл, і бізнес Креймерів не уникнув згуби вогню.
Водночас, вони перебудували свій будинок у гостьовий заклад і, завдяки зведенню церкви святого Панкраса, стали центром міського життя.
Штаб-квартира пивоварні Warsteiner, Domschänke, і досі знаходиться в історичному центрі Варштейна.
Пивоварні Рейнської долини зазнали бомбардувань під час Другої світової війни, і пивоварня Warsteiner також отримала певні пошкодження.